# Consuelo Rubio
Consuelo Rubio (Madrid; 1927 - 1 de marzo de 1981) soprano y mezzosoprano española alumna de Ángeles Ottein de destacada actuación en las décadas 1950-60.
Formada en el Conservatorio de Madrid, despertó la atención internacional en 1953 cuando ganó el Concurso Internacional de Canto de Ginebra.
Como soprano se destacó como Susana en Las bodas de Figaro y en roles wagnerianos. Como mezzo, sus roles principales fueron en el repertorio francés como Carmen de Bizet y Margarita en La condenación de Fausto de Hector Berlioz y el repertorio español de ópera y zarzuela así como El sombrero de tres picos y Goyescas. Otros papeles fueron en Dido y Eneas, Cosí fan tutte, Giulio Cesare, Alceste, Idomeneo, Lohengrin, Don Carlo, Otello, Ariadne auf Naxos, Werther y Manon.
Cantó en España, Alemania, Estados Unidos y Francia entre otros países, en el Festival de Aix-en-Provence fue Donna Elvira de Don Giovanni de Mozart dirigido por Hans Rosbaud, en París, Chicago, Nueva York, Viena, Madrid, Río de Janeiro, Múnich, Ginebra, Ámsterdam, Roma, Milán, Florencia, Bruselas, Lucerna, San Francisco y en el Hollywood Bowl de Los Ángeles en 1959.
En el Teatro Colón de Buenos Aires cantó en la temporada 1954 como soprano en La boheme (Mimi) y Eva en Los maestros cantores de Nuremberg.
En la Wiener Staatsoper canto en Don Carlo y con Ariadne auf Naxos (1960); en el Teatro Regio de Turín con Genoveva (1961) y en los Campos Elíseos de París con Carmen (1965).

Se retiró en la plenitud de sus facultades vocales y aunque no alcanzó la fama a la que parecía destinada se la considera una de las cinco grandes cantantes líricas españolas de la segunda mitad del siglo XX junto a Montserrat Caballé, Victoria de los Ángeles, Teresa Berganza y Pilar Lorengar
Fue luego maestra y catedrática en la Escuela Superior de Canto de Madrid y escribió un tratado sobre técnica vocal llamado "El 
Canto".
Entre sus grabaciones se destaca la versión integral de La condenación de Fausto dirigida por Igor Markevich y Carmen con Léopold Simoneau, Pierrette Alarie dirigidos por Pierre-Michel Le Conte.
Según el crítico Enrique Peláez: " Se resaltaba el temperamento dramático, la voz pastosa y brillante y la claridad en la dicción al margen del idioma en el que se cantase la obra, lo cual denotaba un perfecto conocimiento del idioma en el que interpretaba".